# La muerte silba un blues (película)
La muerte silba un blues (Agent 077 opération Jamaïque en su versión francesa) es una película policíaca estrenada en 1964 dirigida por Jesús Franco. Coproducción hispano-francesa, rodada en Marbella, se trata de un título surgido al calor de las películas de espionaje como Agente 007 contra el Doctor No (1964).

## Trama
Vogel, un importante traficante, para esquivar la acción de la justicia decidió delatar a dos de sus cómplices: Castro y Smith. El primero fue abatido por la policía mientras que el segundo fue apresado y encarcelado. 
Diez años después Vogel, tras adoptar una nueva identidad, decide establecerse en Jamaica junto a su esposa Lina. Smith, tras salir de prisión, logra localizar al traficante y elabora un plan para vengarse. Vogel, al percatarse de las intenciones de su antiguo cómplice, encarga a sus secuaces que lo maten para salvar su vida.

## Reparto
- Conrado San Martín - Alfred Pereira
- Danik Patisson - Moira Santos
- Perla Cristal - Lina
- Georges Rollin - Paul Radeck
- Manuel Alexandre - Julius Smith
- María Silva - Rosita
- Adriano Domínguez - Comisario Folch
- Gérard Tichy - Carlos Moroni
- Fortunio Bonanova - Comisario Fenton
- Agustín González - Inspector
- Xan das Bolas - Policía
- Mike Brendel - Pulgarcito
- Joe Brown - Joe
- Jimmy Wright - Jimmy
- Jesús Franco - Saxofonista en club de Nueva Orleans
- Victoria Zinny